# Ljubinje
Ljubinje (Љубиње), in italiano anche Liubigne, è un comune della Repubblica Serba di Bosnia ed Erzegovina con 3.576 abitanti al censimento 2013.

## Località
La municipalità di Ljubinje è composta dalle seguenti 21 località:
| - Bančići - Dubočica - Gleđevci - Grablje - Gradac - Ivica - Kapavica - Krajpolje - Krtinje - Kruševica - Ljubinje | - Mišljen - Obzir - Pocrnje - Pustipusi - Rankovci - Ubosko - Vlahovići - Vođeni - Žabica - Žrvanj |